# Spoorlijn Waldshut - Turgi
De spoorlijn Waldshut - Turgi is een Zwitserse spoorlijn tussen Waldshut gelegen in de Duitse deelstaat Baden-Württemberg en Turgi gelegen in kanton Aargau.

## Geschiedenis
Het traject werd door de Schweizerischen Nordostbahn (NOB) op 18 augustus 1859 geopend.

## Treindiensten
Het lokaal personenvervoer wordt op dit traject uitgevoerd door de Schweizerische Bundesbahnen (SBB).

## Aansluitingen
In de volgende plaatsen is of was er een aansluiting van de volgende spoorlijnen:

### Waltshut
- Hochrheinbahn, spoorlijn tussen Basel en Konstanz

### Koblenz
- Winterthur - Koblenz, spoorlijn tussen Winterthur en Koblenz
- Koblenz - Stein-Säckingen, spoorlijn tussen Koblenz en Stein-Säckingen

### Turgi
- Bözberglinie, spoorlijn tussen Basel en Zürich

## Elektrische tractie
Het traject werd op 14 oktober 1944 geëlektrificeerd met een spanning van 15.000 volt 16 2/3 Hz wisselstroom.
Het aansluitend traject tussen Waldshut en Koblenz werd in 1999 geëlektrificeerd.

## Afbeeldingen

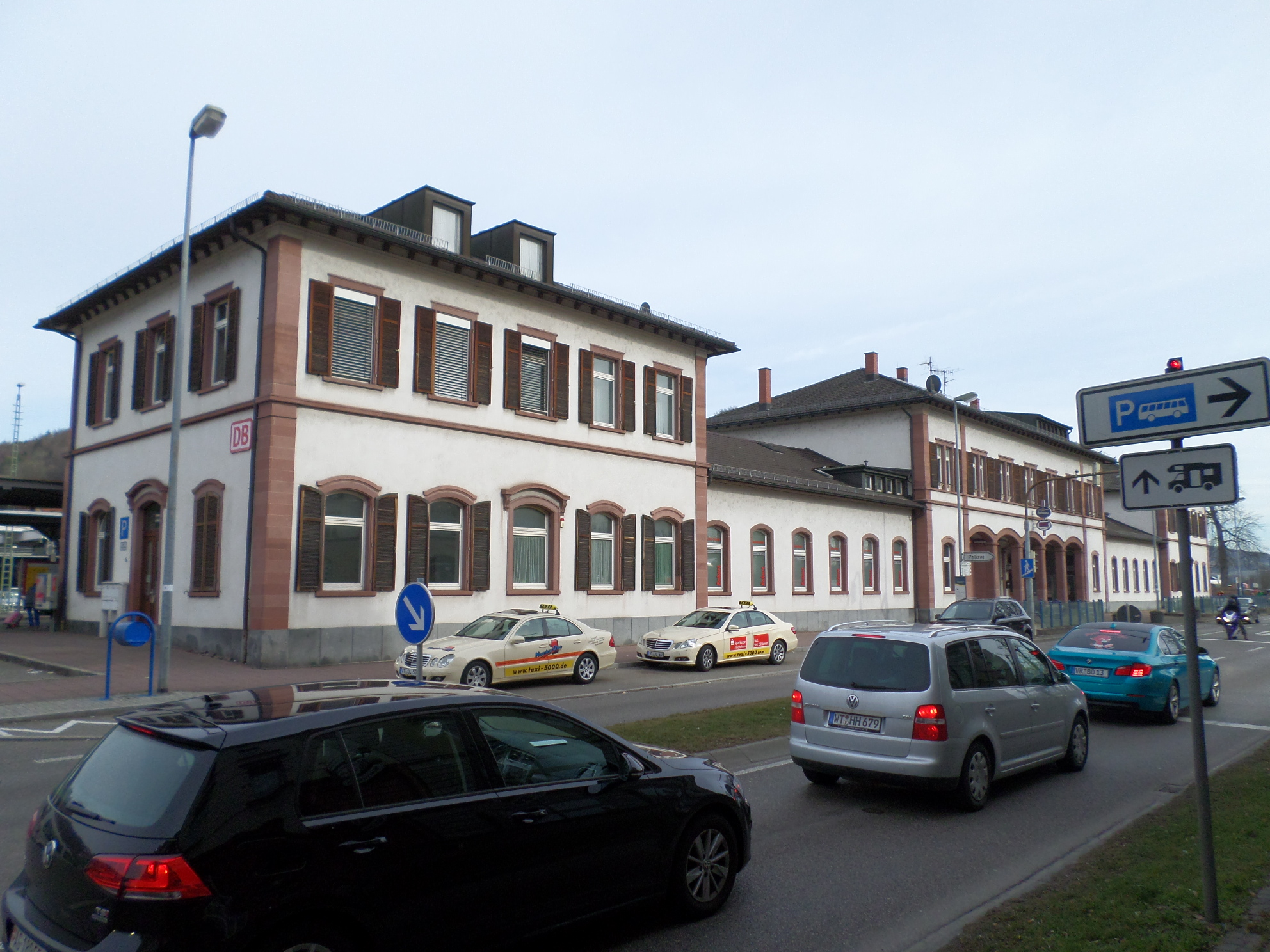
Station Waldshut
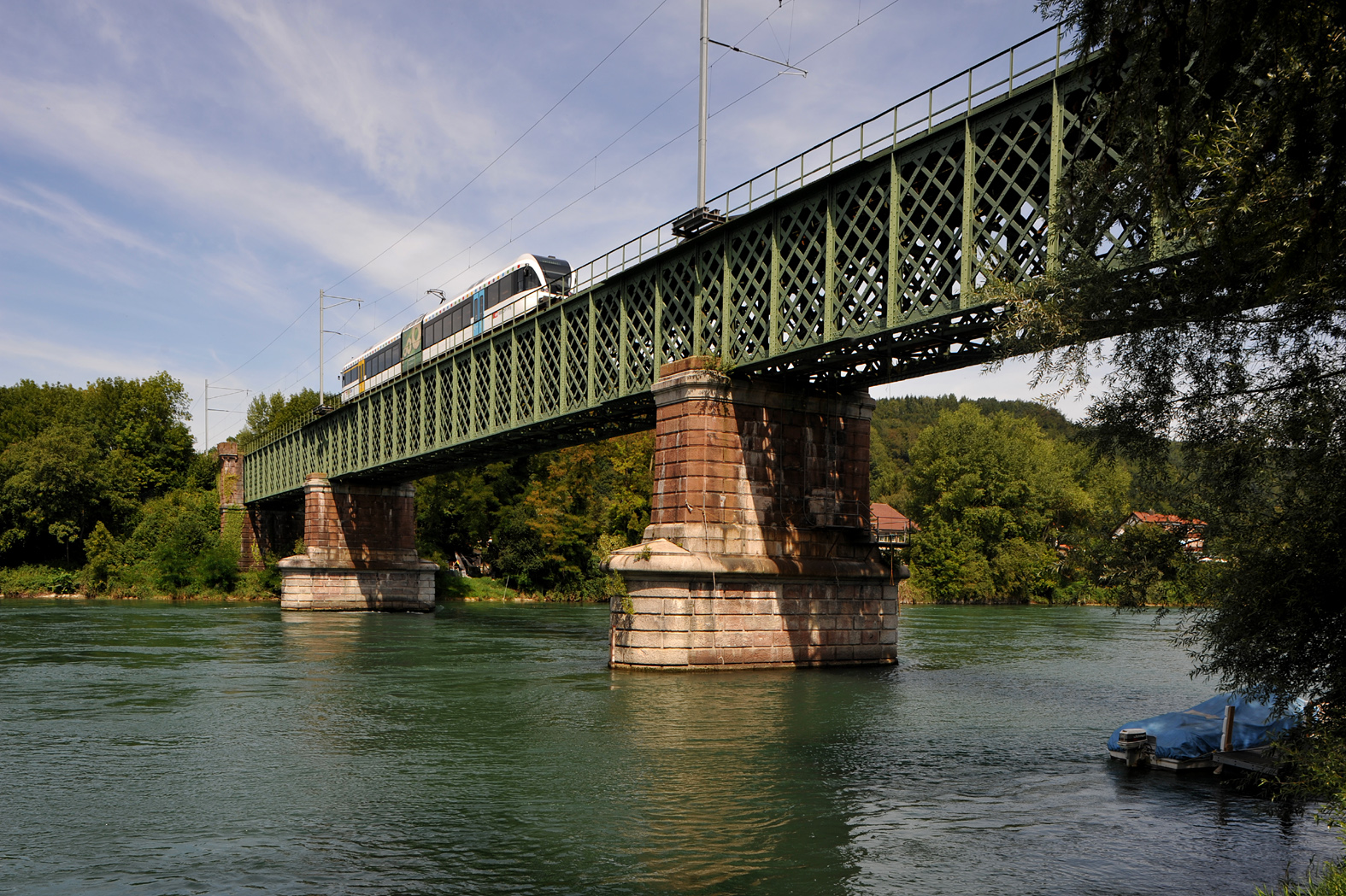
Spoorbrug over de Rijn bij Koblenz
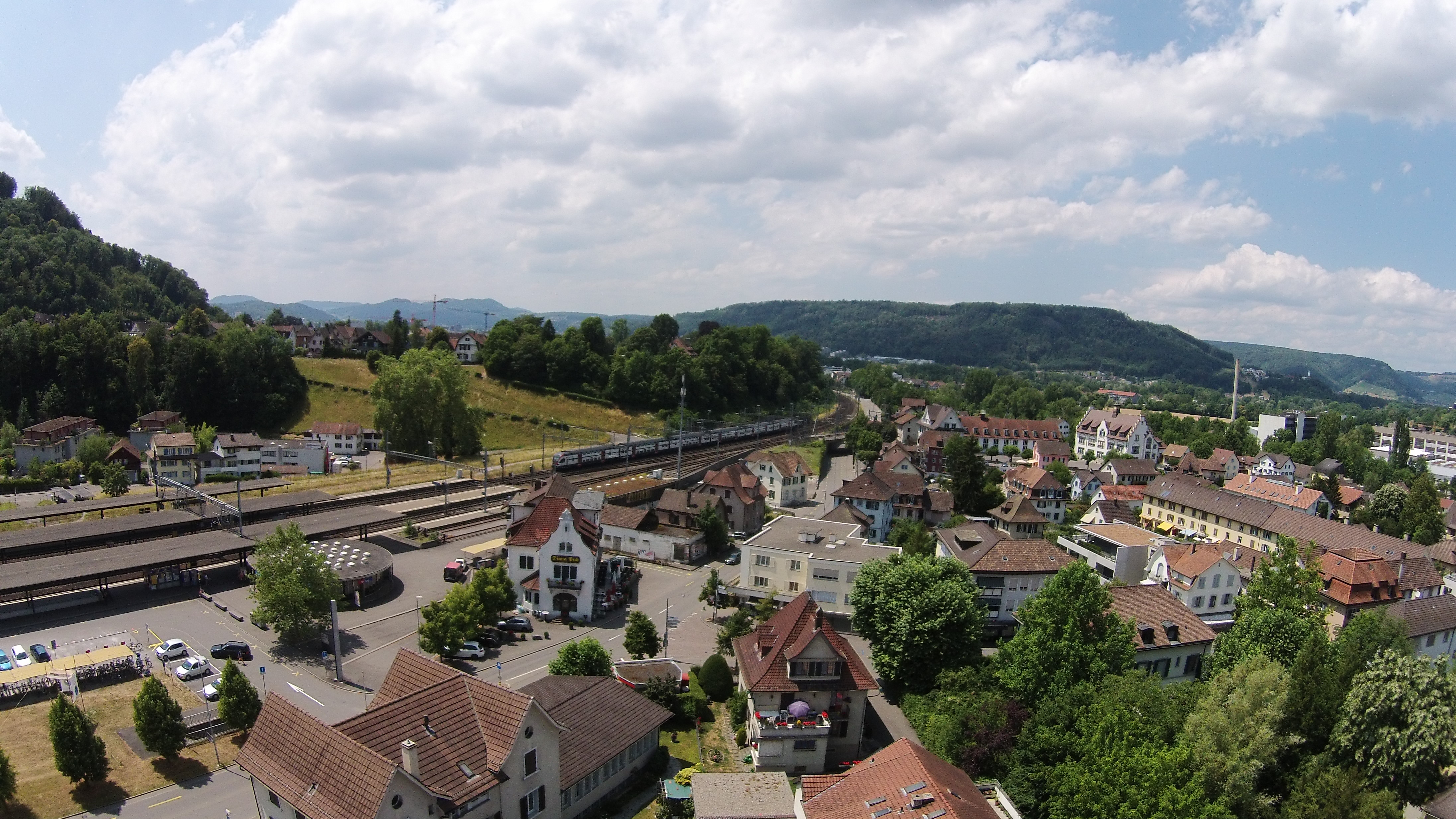
Station Turgi